# Scythris arerai
Scythris arerai is een vlinder uit de familie dikkopmotten (Scythrididae). De wetenschappelijke naam is voor het eerst geldig gepubliceerd in 2000 door Huemer.
De soort komt voor in Europa.